# Emilija Djonin
Emilija Đonin (Емилија Ђонин en alfabeto cirílico serbio) es una cantante Serbia nacida en Vršac el 18 de agosto del año 2000.
Desde temprana edad, Emilija comenzó a mostrar interés por la música y a tocar el piano; así como participar en diferentes competiciones musicales infantiles. 
En el año 2011, participó con gran éxito en la tercera edición del programa de televisión I've got talent,  la versión Serbia de la franquicia Got Talent. Consiguió una estupenda segunda posición en la final, a pesar de que era muy joven respecto al resto de participantes.
También participó en la producción del video musical Miracle«» junto a otras personas famosas de Serbia para concienciar a la gente en el cuidado y respeto del medio ambiente.
En el año 2014 representó a Serbia en el Festival de la Canción de Eurovisión Junior 2014 con su canción "Svet u mojim očima / World in my
eyes", acabando en décima posición con 61 puntos.

## Discografía

### Singles
| Año  | Título                                                       | Traducción al español |
| ---- | ------------------------------------------------------------ | --------------------- |
| 2014 | "Svet u mojim očima / World in my eyes" (Свет у мојим очима) | El mundo en mis ojos  |